# Yusuf Şimşek
Yusuf Şimşek (Elmalı, 20 juli 1975) is een Turks voetbalcoach en voormalig voetballer die bij voorkeur op het middenveld speelde. Hij werd in 2014 aangesteld als coach van Karşıyaka SK.